# Paul Lundh

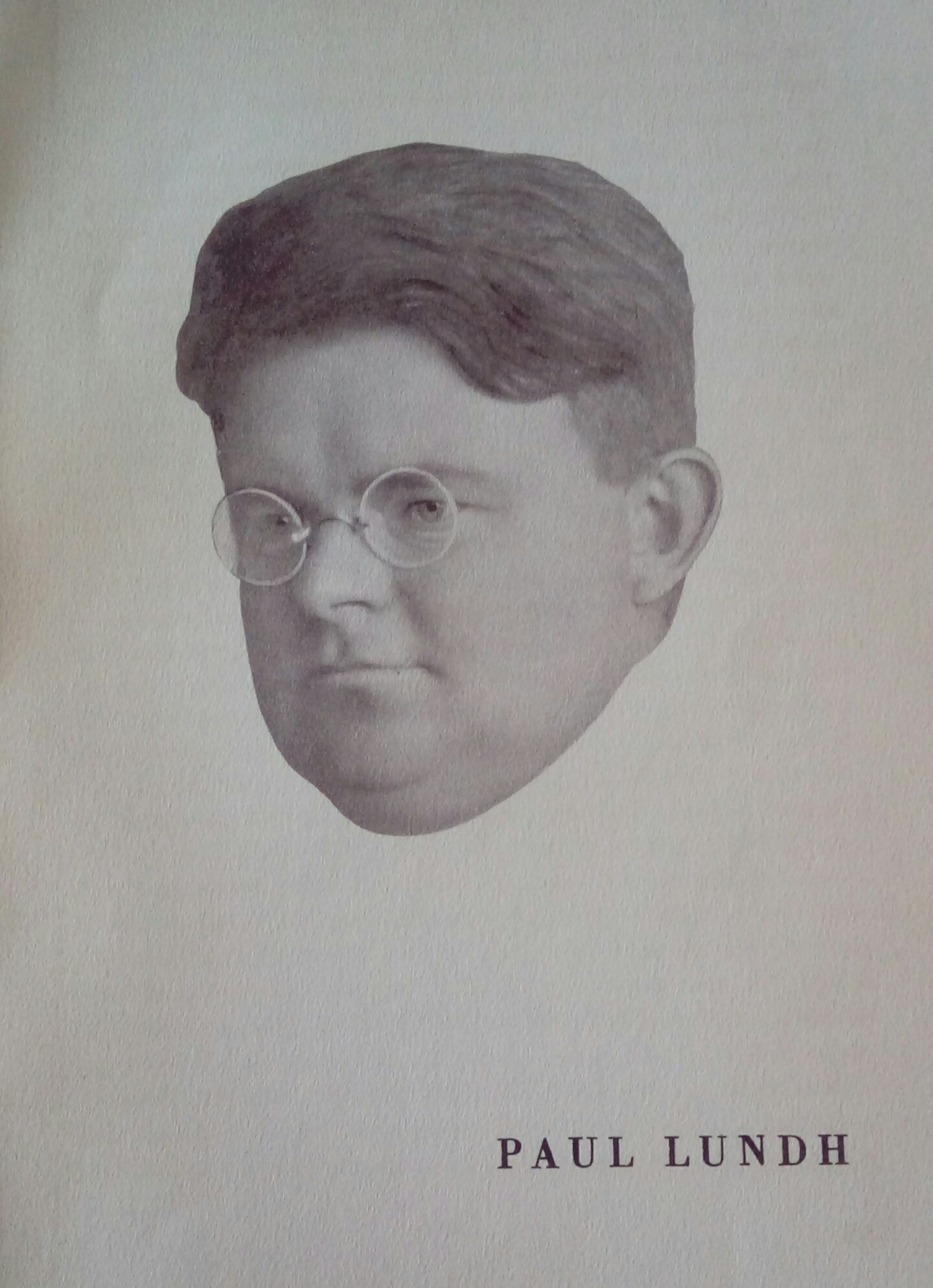
Bild ur antologin Ansikten 1932.

Olof Paul Lundh, född 13 augusti 1890 i Transtrand, död 15 januari 1967 i Hedemora, var en svensk författare, folkskollärare och kommunpolitiker.

## Biografi
Paul Lundh växte upp i ett folkskollärarhem i Sälen. Han arbetade i sin ungdom inom skogs- och jordbruk. Efter realexamen 1909 tog han 1912 studentexamen som privatist och avlade 1917 folkskollärarexamen i Uppsala. Året därpå fick han en lärartjänst i Hedemora, där han var socialdemokratisk ledamot i stadsfullmäktige 1921–1956 och dess ordförande 1939–1956. 
Paul Lundh debuterade 1924 med diktsamlingen Med valkig näve, som både till form och innehåll erinrade starkt om Dan Anderssons vildmarksromantik. Paul Lundh hörde tillsammans med Nils Bolander, Martin Koch och Kerstin Hed till den så kallade Hedemoraparnassen. I hans gästfria hem samlades under årens lopp en stor skara författare, bland andra Ivar Lo-Johansson och Albert Viksten. Med Ivar Lo-Johansson utvecklade han en livslång vänskap.
Paul Lundh var från 1919 gift med Hilma Estrid Johansson (1898–1966). Hans bror Erik Samuel Lundh (1879–1944) var redaktionssekreterare för nykterhetstidningen Blå Bandet, redaktör i Nerikes-Tidningen och författare till bland annat diktsamlingen Där bergen blåna (1924), där motiven var hembygden och hembygdskänslan.

## Författarskap
Paul Lundhs författarskap var med få undantag inspirerat av motiv från ungdomsåren i Sälen och övre Västerdalarna. Under 1920- och i början av 1930-talet var han mycket produktiv. Hans konstnärligt främsta insatser anses vara novellsamlingarna Det ensamma folket (1926) och Den eviga lustgården (1928) med humoristiska och kulturhistoriska inslag i berättelser som inte sällan har drag av arbetarskildringar från skog och jordbruk. Paul Lundh skrev som poet en enkel och melodisk vers. Efter debuten nådde han en mer fördjupad koncentration och självständigare uttryck i till exempel Hjärtat och marken (1927). Som prosaist skrev Lundh kvickt och ledigt med ibland dialektala och folkligt grovkorniga inslag, präglade av underfundig humor. Han fick emellertid aldrig något litterärt genombrott eftersom hans förlag Tiden avbröt samarbetet efter diktsamlingen Nära ting 1931. På äldre dagar återkom han på nytt förlag med bland annat Folklivsberättelser från Dalarna (1950) och den självbiografiska romanen Gerfast och kärleken (1954).

### Skönlitteratur
- Med valkig näve. Stockholm: Tiden. 1924. Libris 1487215
- I tunga nätter. Stockholm: Tiden. 1925. Libris 1487214
- Det ensamma folket : berättelser. Stockholm: Tiden. 1926. Libris 675407
- Kvinnan av nåd. Stockholm: Tiden. 1926. Libris 243458
- Hjärtat och marken. Stockholm: Tiden. 1927. Libris 1339123
- Den eviga lustgården : skisser och berättelser. Stockholm: Tiden. 1928. Libris 1339122
- I dalaskog: skildringar og dikt, forteljingar og småstubbar. Oslo. 1929. Libris 1965301. https://urn.nb.no/URN:NBN:no-nb_digibok_200612140007 - Tillsammans med Haakon Garaasen.
- Nära ting. Stockholm: Tiden. 1931. Libris 1348400
- Ödemarkens hemlighet : äventyrsbok för pojkar. Pojkarnas äventyrsbok, 99-2349184-6 ; 1933. Uppsala: Lindblad. 1933. Libris 1348401
- Barn : dikter. Stockholm: LT. 1949. Libris 1402155
- Folklivsberättelser från Dalarna. Stockholm: LT. 1950. Libris 1402156
- Kortfilm : dikter. Stockholm: LT. 1951. Libris 1442612
- Sånna är vi : noveller. [Stockholm]: LT. 1952. Libris 1442613
- Gerfast och kärleken : roman. [Stockholm]: LT. 1954. Libris 1442611
- Farfars ungar : småskisser om barn och gammalt folk. Stockholm: LT. 1956. Libris 1965159
- Fjällvind : dikter i urval. Stockholm: LT. 1960. Libris 1318581

### Varia
- Några blad ur Uppsala folkskoleseminariums historia. Uppsala: Wretmans boktryckeri i distribution. 1917. Libris 1650361 - Tillsammans med Georg Bäckström.
- Det tredje vasaloppet : Sälen-Mora den 2 mars 1924. Sälen: Sälens idrottsfören. 1925. Libris 1484200 - Utgiven anonymt.
- Ansikten : självbiografiska skisser. Stockholm: Bonnier. 1932. Libris 37548 - Medverkan.